# Al-Nasr Sports Club
L'Al-Nasr Sports Club (in arabo النصر‎?, "vittoria"), noto come Al-Nasr, è una società calcistica professionistica di Dubai militante nella UAE Arabian Gulf League, la massima serie emiratina. Fondata nel 1945, è considerata la più longeva tra le squadre della medesima federazione.

## Storia
L'Al-Nasr Sports Club fu fondato nel 1945 da Mohammed Ali Zainal ad Al Ghubaiba, Dubai, a capo di un gruppo di ambiziosi giovani: Al Mer Bin Huraiz, Atiq Bin Ahmed Al Mari, Aqil Mohammed Saleh, Mohammed Saeed Al Mulla, Thani Bin Eissa, Majid Bin Khalfan, Mohammed Abdulrahman Khansaheb e Abdulwaheb Kaladari.
Il team è considerato il più antico di tutti quelli presenti negli Emirati Arabi Uniti ed inizialmente la squadra, che giocò le sue prime partite in un piccolo campo vicino ad una scuola superiore, aveva il nome di Al-Ahli; questa denominazione venne poi cambiata nei primi anni sessanta quando a seguito di una sconfitta in Qatar contro l'Al-Ahli Doha, i giocatori rientrati in patria proposero ed ottennero di cambiare il nome in Al-Nasr, letteralmente vittoria. Dal 1960 alla presidenza siede lo sceicco Hamdan bin Rashid Al Maktoum.
Nel 1973 con la nascita della UAE Arabian Gulf League altre squadre provenienti da quartieri vicini di Dubai vennero create e l'Al-Nasr decise allora di avviare la costruzione di un vero e proprio stadio dove giocare le partite casalinghe, ebbero così il via i lavori per la costruzione dell'Stadio Al-Maktum che verrà inaugurato nel 1980. Nella stagione 1974-1975 la squadra prende parte per la prima volta alla UAE Arabian Gulf League, concludendo la loro prima annata al terzo posto in classifica.
La squadra vive tra le fine degli anni settante e quella degli anni ottanta la sua epoca d'oro, il team vince in questo lasso di tempo tutti i 3 titoli nazionali della sua storia, prima con il back to back nelle stagioni 1977-1978, 1978-1979 e poi con il terzo conquistato nella stagione 1985-1986; l'Al-Nasr ottenne anche la vittoria di 3 Coppa del Presidente e di una Coppa della Federazione. La squadra inoltre farà notizia anche per aver ospitato in questi anni varie amichevoli contro importanti club europei e sudamericani: memorabili restano l'amichevole giocata nel 1973 contro i brasiliani del Santos guidati in campo da Pelé e quella giocata nel 1978 contro i detentori della Coppa dei Campioni del Liverpool.
Dopo il titolo vinto nazionale nel 1985 il ciclo di successi della squadra si andò lentamente esaurendo con l'inizio degli anni novanta, dove il team si riuscì ad aggiudicare solo la vittoria in due edizioni della UAE Super Cup nel 1990 e nel 1996; per poi vincere tra a cavallo con l'inizio del nuovo millennio due edizioni della UAE Federation Cup nel 2000 e nel 2002.
Nel 2014 l'Al-Nasr si aggiudica il suo primo trofeo internazionale nella sua storia, vincendo la Coppa dei Campioni del Golfo 2014 dopo aver sconfitto nella finale per 2-1 gli omaniti del Saham Club. Nel 2015 la squadra torna anche al successo nella Coppa del Presidente con la vittoria della quarta edizione nella storia del club ed è riuscito anche a vincere due edizioni della nuova coppa di lega emiratina, la UAE Arabian Gulf Cup, nelle edizioni 2014-2015 e in quella 2019-2020.
L'ossatura della squadra è composta prevalentemente da giocatori degli emirati arabi, ma grazie ai ricchi fondi del club sono approdati nel club calciatori provenienti da campionati più importanti, come per esempio Luca Toni, che da gennaio a giugno del 2012 ha vestito i colori dell'Al-Nasr, o Léo Lima, Ibrahima Touré, Giuseppe Mascara, Brett Holman, Jonathan Pitroipa e Renan.
La squadra si è classificata al sesto posto nella UAE Pro-League 2012-2013, quando era allenata da Walter Zenga. Il 20 gennaio 2018 ha annunciato la nomina di Ivan Jovanović come nuovo allenatore, al posto di Cesare Prandelli.

## Rivalità
La squadra ha una forte rivalità con la squadra dell'Al-Wasl altra squadra originaria del distretto storico di Dubai, le due squadre si affrontano in quelle che è chiamato il Bur Dubai Derby, o semplicemente Derby di Dubai. Altra rivalità sentita dalla tifoseria dell'Al-Nasr è quella con l' Shabab Al-Ahli, altra squadra con base sempre a Dubai ma in un'altra zona della città.

## Palmarès

### Competizioni nazionali
- UAE Arabian Gulf League: 3

1978, 1979, 1985-1986
- Coppa del Presidente degli Emirati Arabi Uniti: 4

1985, 1986, 1989, 2015
- UAE Federation Cup: 3

1988, 2000, 2002
- UAE Super Cup: 2

1990, 1996
- UAE Arabian Gulf Cup: 2

2014-2015, 2019-2020
- Campionato Riserve: 1

2017-2018

### Competizioni internazionali
- Coppa dei Campioni del Golfo: 1

2014
- Qatar-UAE Super Cup: 1

2024-2025

### Altri piazzamenti
- Coppa del Presidente degli Emirati Arabi Uniti:

Finalista: 1974-1975, 1979-1980, 1983-1984, 1991-1992, 1996-1997, 2016-2017, 2023-2024
- Supercoppa del Golfo Arabico:

Finalista: 2015
- Coppa dei Campioni del Golfo:

Semifinalista: 2015, 2024-25
Quarto posto: 1987

## Risultati nelle competizioni AFC
- Campionato d'Asia per club: 2 apparizioni

1988: Fase Preliminare
1998: Ritirato dopo il Primo Turno
- AFC Champions League: 4 apparizioni

2012: Fase a Gironi
2013: Fase a Gironi
2016: Quarti di Finale
2019: Preliminari
- Coppa delle Coppe dell'AFC: 1 apparizione

1993-94: Primo Turno

## Dirigenza
| Titolo             | Nome                        |
| ------------------ | --------------------------- |
| Presidente         | Abdulrehman Abu Al Shawareb |
| Vice presidente    | Tariq Yousif Al Janahi      |
| Membri consiglio   | Thabit Suhail Thabit        |
| Membri consiglio   | Adel Mohamed Shakri         |
| Membri consiglio   | Jumaa Saeed Al Kaabi        |
| Membri consiglio   | Rashed Marzouk Bakhit       |
| Membri consiglio   | Hamad Rahma Al Fallasi      |
| Direttore sportivo | Rocco Maiorino              |

 Al Nasr Club Dirigenza Club (archiviato dall'url originale il 22 novembre 2021).

## Rosa attuale
Rosa e numerazione aggiornate al 2 ottobre 2024.
| N. |                                 | Ruolo | Calciatore         |
| -- | ------------------------------- | ----- | ------------------ |
| 2  | Emirati Arabi Uniti (bandiera)  | D     | Mohammed Al-Maazmi |
| 3  | Brasile (bandiera)              | D     | Gustavo            |
| 5  | Bosnia ed Erzegovina (bandiera) | D     | Samir Memišević    |
| 6  | Emirati Arabi Uniti (bandiera)  | C     | Hussain Mahdi      |
| 7  | Emirati Arabi Uniti (bandiera)  | A     | Ali Mabkhout       |
| 8  | Paesi Bassi (bandiera)          | C     | Leroy Fer          |
| 9  | Comore (bandiera)               | C     | Ahmed Jshak        |
| 11 | Italia (bandiera)               | A     | Manolo Gabbiadini  |
| 12 | Emirati Arabi Uniti (bandiera)  | P     | Ahmed Shambih      |
| 13 | Emirati Arabi Uniti (bandiera)  | D     | Abdulla Abbas      |
| 14 | Svizzera (bandiera)             | A     | Haris Seferovic    |
| 15 | Emirati Arabi Uniti (bandiera)  | D     | Yousef Al-Ameri    |
| 17 | Paesi Bassi (bandiera)          | A     | Marouan Azarkan    |
| 19 | Brasile (bandiera)              | D     | Felipe Motta       |
| 21 | Emirati Arabi Uniti (bandiera)  | D     | Abdulla Idrees     |
| 22 | Emirati Arabi Uniti (bandiera)  | D     | Gláuber            |

| N. |                                | Ruolo | Calciatore                                        |
| -- | ------------------------------ | ----- | ------------------------------------------------- |
| 23 | Emirati Arabi Uniti (bandiera) | D     | Mayed Al-Teneiji                                  |
| 26 | Belgio (bandiera)              | C     | Othman Boussaid                                   |
| 27 | Brasile (bandiera)             | C     | Emmanuel Silva                                    |
| 28 | Costa d'Avorio (bandiera)      | A     | Abdoulaye Touré                                   |
| 30 | Emirati Arabi Uniti (bandiera) | P     | Mohammed Al-Najjar                                |
| 31 | Romania (bandiera)             | D     | Costin Amzăr (in prestito dalla Dinamo București) |
| 35 | Senegal (bandiera)             | C     | Moussa N'Diaye                                    |
| 39 | Ghana (bandiera)               | C     | Evans Ampofo                                      |
| 40 | Emirati Arabi Uniti (bandiera) | P     | Abdullah Al-Tamimi                                |
| 44 | Emirati Arabi Uniti (bandiera) | C     | Obaid Salem                                       |
| 70 | Emirati Arabi Uniti (bandiera) | D     | Rashed Mohammed                                   |
| 80 | Yemen (bandiera)               | A     | Salem Al-Somhi                                    |
| 88 | Emirati Arabi Uniti (bandiera) | C     | Ali Abdulaziz                                     |
| 94 | Emirati Arabi Uniti (bandiera) | A     | Juninho                                           |
| 99 | Serbia (bandiera)              | P     | Stefan Pjanovic                                   |

### Staff Tecnico
| Posizione            | Nome                                      |
| -------------------- | ----------------------------------------- |
| Allenatore           | Alfred Schreuder                          |
| Vice allenatore      | Bart Schreuder                            |
| Allenatore portieri  | Vincenzo Di Palma Esposito                |
| Allenatori giovanili | Rui Gaivoto Rubén de la Red Gonçalo Pinto |
| Video Analyst        | Marvin van der Valk                       |
| Performance Manager  | Marco van der Steen                       |
| Capo Scout           | Bruno Simões                              |
| Medico del club      | Jurica Rakic                              |
| Fisioterapista       | Salem Al-Balooshi                         |
| Massaggiatore        | Hussain Al-Maazmi                         |
| Magazziniere         | Abdullah Al-Ameri                         |

## Allenatori
- Don Revie (1980–84)
- Sebastião Lapola (1983–89)
- Reiner Hollmann (1999–00)
- Sebastião Lapola (2000–01)
- Sebastião Lapola (2004)
- Hagen Reeck (2004)
- Frank Pagelsdorf (1 Settembre, 2004 – 30 Giugno, 2005)
- Vágner Mancini (2005)
- Eduard Geyer (1 Gennaio, 2005 – 20 Gennaio , 2006)
- Reiner Hollmann (3 Aprile, 2006 –  25 Febbraio, 2007)
- Vágner Mancini (1, Maggio 2007 –  1 Dicembre, 2007)
- Foeke Booy (1 Luglio, 2007 – 28 Novembre, 2007)
- Luka Bonačić (17 Gennaio, 2008 – 7 Gennaio, 2009)
- Frank Pagelsdorf (8 Gennaio, 2009 – 7 Febbraio, 2010)
- Laurent Banide (24 Febbraio, 2010 – 31 Maggio, 2010)
- Hélio dos Anjos (1 Giugno, 2010 – 10 Ottobre, 2010)
- Eid Baroot (13 Ottobre, 2010 – 31 Dicembre, 2010)
- Walter Zenga (1 Gennaio, 2011 – 13 Giugno, 2013)
- Ivan Jovanović (18 Giugno, 2013 – 29 Ottobre, 2016)
- Dan Petrescu (29 Ottobre, 2016 – 26 Maggio, 2017)
- Cesare Prandelli (26 Maggio, 2017 – 19 Gennaio, 2018)
- Ivan Jovanović (19 Gennaio, 2018 – 2 Dicembre, 2018)
- Caio Zanardi (2 Dicembre, 2018 – 2 Gennaio, 2019)
- Beñat San José (2 Gennaio, 2019 – 30 Maggio, 2019)
- Caio Zanardi (1 Aprile, 2019 – 14 Ottobre, 2019)
- Krunoslav Jurčić (14 Ottobre, 2019 – 4 Febbraio, 2021)
- Ramón Díaz (4 Febbraio, 2021 – 7 Febbraio, 2022)
- Salem Rabie (8 Febbraio, 2022 - 19 Maggio, 2022)
- Thorsten Fink (19 Maggio, 2022 – 5 Novembre, 2022)
- Goran Tomić (5 Novembre, 2022 – 5 Giugno, 2023)
- Goran Tufegdžić (5 Giugno, 2023 – 6 Novembre, 2023)
- Fabrizio Cammarata (7 Novembre, 2023 – 27 Novembre, 2023)
- Alfred Schreuder (27 Novembre, 2023 – 24 Maggio, 2025)
- Slaviša Jokanović (8 Giugno, 2025 – presente)

## Cronistoria Recente
| Stagione | Lvl. | Tms. | Pos. | Coppa del Presidente | UAE League Cup   | UAE Super Cup |
| -------- | ---- | ---- | ---- | -------------------- | ---------------- | ------------- |
| 2008–09  | 1    | 12   | 6°   | Ottavi di finale     | Primo turno      | -             |
| 2009–10  | 1    | 12   | 10°  | Quarti di finale     | Primo turno      | -             |
| 2010–11  | 1    | 12   | 3°   | Ottavi di finale     | Primo turno      | -             |
| 2011–12  | 1    | 12   | 2°   | Ottavi di finale     | Primo turno      | -             |
| 2012–13  | 1    | 14   | 6°   | Ottavi di finale     | Primo turno      |               |
| 2013–14  | 1    | 14   | 5°   | Semifinali           | Primo turno      | -             |
| 2014–15  | 1    | 14   | 5°   | Campioni             | Campioni         | Finalista     |
| 2015–16  | 1    | 14   | 4°   | Ottavi di finale     | Primo turno      | -             |
| 2016–17  | 1    | 14   | 6°   | Finalista            | Primo turno      | -             |
| 2017–18  | 1    | 12   | 4°   | Ottavi di finale     | Quarti di finale | -             |
| 2018–19  | 1    | 14   | 8°   | Quarti di finale     | Semifinali       | -             |
| 2019–20  | 1    | 14   | 6°   | Ottavi di finale     | Campioni         | -             |
| 2020–21  | 1    | 14   | 5°   | Finalista            | Finalista        | -             |
| 2021–22  | 1    | 14   | 8°   | Ottavi di finale     | Quarti di finale | -             |
| 2022–23  | 1    | 14   | 9°   | Ottavi di finale     | Semifinale       | -             |
| 2023–24  | 1    | 14   | 6°   | Finalista            | Quarti di finale | -             |
| 2024–25  | 1    | 14   | 6°   | Ottavi di finale     | Quarti di finale | -             |

Legenda
- Pos. = Posizione
- Tms. = Numero Squadre
- Lvl. = Divisione